# Адриан Олегов
Адриан Олегов Иванов е български футболист, централен защитник на Миньор (Перник). Роден е на 1 май 1985 г. в Перник.

## Кариера
Юноша на ЦСКА. Изиграва за тях 3 мача през сезон 2004/05. След това играе за Конелиано и Вихър Горубляне. През 2007 преминава в Миньор Перник, а след това играе 1 сезон в Чавдар Етрополе. От 2009 Олегов отново е част от Миньор, като става и капитан на отбора. В началото на 2011 е освободен. В края на 2011 преминава в Нефтохимик. Там изиграва 9 срещи, преди да премине в Хамрун Спартанс. От началото на 2013 отново е в Миньор. През 2015 се завръща в ЦСКА (София).